# Petit Paul
Petit Paul est une bande dessinée du dessinateur français Bastien Vivès parue en septembre 2018 aux éditions Glénat dans la collection Porn'Pop et retirée de la vente par certaines enseignes peu de temps après, à la suite des accusations de pédopornographie dont elle est devenue la cible.

## Résumé
La bande dessinée relate les péripéties d'un garçonnet précoce âgé de dix ans, Paul, qui, doté d'un pénis de taille étonnante, se retrouve confronté à la convoitise des femmes de son entourage avec lesquelles il finit par avoir des aventures exclusivement sexuelles.

## Polémique

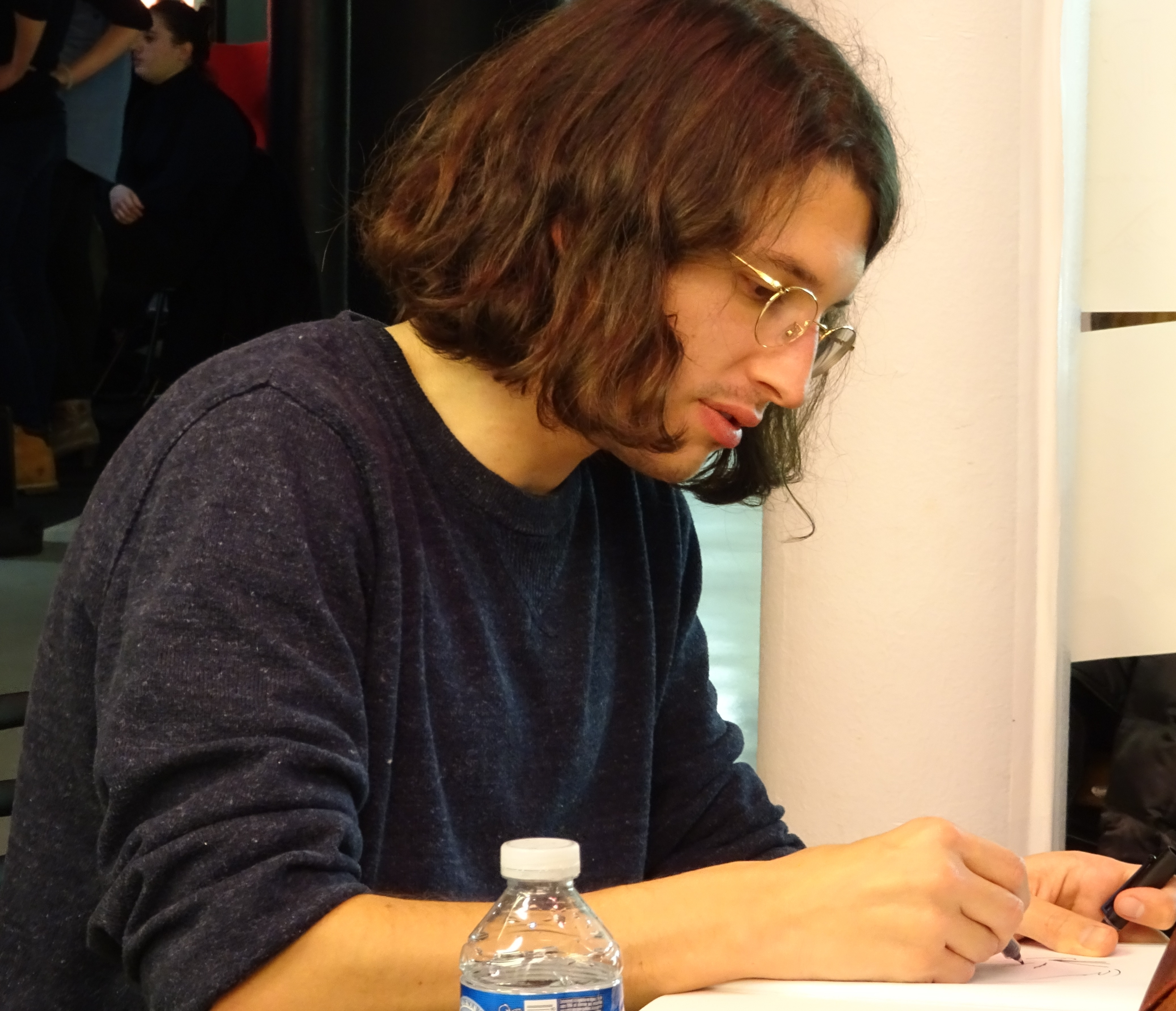
Bastien Vivès en 2017.

Presque immédiatement après sa sortie en septembre 2018, l'ouvrage devient l'objet d'une controverse conséquente et les situations qui y sont présentées sont taxées de pédopornographie,,.
Une pétition, forte de plusieurs centaines de signataires, réclame son retrait de la vente, dénonçant notamment une infraction à l'article 227-23 du code pénal. Les éditions Glénat, approuvées par Bastien Vivès, diffusent rapidement un communiqué défendant l'approche humoristique et grotesque de la BD, lequel ne fait cependant pas l'unanimité.[réf. nécessaire] Face à la pression, Petit Paul est retiré de la vente par quelques enseignes. Le dessin de couverture reçoit un petit autocollant de l'éditeur cachant le sexe du héros et notifiant « Ouvrage à caractère pornographique, mise à disposition des mineurs interdite ».
En 2022, la programmation de Bastien Vivès en tant qu'invité d'honneur au festival d'Angoulême, avec une exposition prévue, déclenche une nouvelle polémique. À cette occasion, les déclarations passées de Bastien Vivès ressurgissent ainsi que certains aspects de sa production éditoriale, dont Petit Paul. Deux associations portent plainte contre lui et ses éditeurs. La dessinatrice Joanna Lorho déclare dans Libération le 22 décembre 2022 : « C’est malhonnête de dire que Petit Paul de Bastien Vivès n’a rien à voir avec la pédocriminalité » ; elle estime que Vivès est représentatif d'un milieu de la bande dessinée trop exclusivement masculin et sexiste.
Le 6 janvier 2023, le parquet de Nanterre ouvre une enquête préliminaire visant Bastien Vivès et les maisons d'éditions Glénat et Les Requins Marteaux.

### Documentation
- Éric Adam, « Petit Paul : le mandrin de la colère », dBD, no 126,‎ septembre 2018, p. 60